# Amatitlán (kommun)
Amatitlán är en kommun i Mexiko.   Den ligger i delstaten Veracruz, i den sydöstra delen av landet, 400 km öster om huvudstaden Mexico City. Antalet invånare är 7 155. Arean är 135 kvadratkilometer.
Terrängen i Amatitlán är mycket platt.
Följande samhällen finns i Amatitlán:
- Rancho Nuevo
- El Mulato
- Juan de la Luz Enríquez
- Zacapexco
- Los Pinos
- Las Palomas
- Rancho Alegre
- La Vuelta de Zopelican
- Nuevo Paraíso
- Varas Prietas